# Брамвелл (Західна Вірджинія)
Брамвелл (англ. Bramwell) — місто (англ. town) в США, в окрузі Мерсер штату Західна Вірджинія. Населення — 276 осіб (2020).

## Географія
Брамвелл розташований за координатами 37°19′46″ пн. ш. 81°18′38″ зх. д. / 37.32944° пн. ш. 81.31056° зх. д. (37.329330, -81.310529).  За даними Бюро перепису населення США в 2010 році місто мало площу 1,51 км², з яких 1,44 км² — суходіл та 0,08 км² — водойми.

## Демографія
Згідно з переписом 2010 року, у місті мешкали 364 особи в 164 домогосподарствах у складі 105 родин. Густота населення становила 241 особа/км².  Було 214 помешкання (141/км²).
Расовий склад населення:
| - 96,4 % — білих - 3,3 % — чорних або афроамериканців |

До двох чи більше рас належало 0,3 %. Частка іспаномовних становила 0,3 % від усіх жителів.
За віковим діапазоном населення розподілялося таким чином: 16,2 % — особи молодші 18 років, 60,7 % — особи у віці 18—64 років, 23,1 % — особи у віці 65 років та старші. Медіана віку мешканця становила 49,7 року. На 100 осіб жіночої статі у місті припадало 89,6 чоловіків;  на 100 жінок у віці від 18 років та старших — 83,7 чоловіків також старших 18 років.
Середній дохід на одне домашнє господарство  становив 49 682 долари США (медіана — 40 417), а середній дохід на одну сім'ю — 55 476 доларів (медіана — 43 438). За межею бідності перебувало 20,5 % осіб, у тому числі 37,5 % дітей у віці до 18 років та 7,9 % осіб у віці 65 років та старших.
Цивільне працевлаштоване населення становило 87 осіб. Основні галузі зайнятості: освіта, охорона здоров'я та соціальна допомога — 31,0 %, роздрібна торгівля — 13,8 %, публічна адміністрація — 10,3 %, виробництво — 10,3 %.